# Sarcófago Mattei I

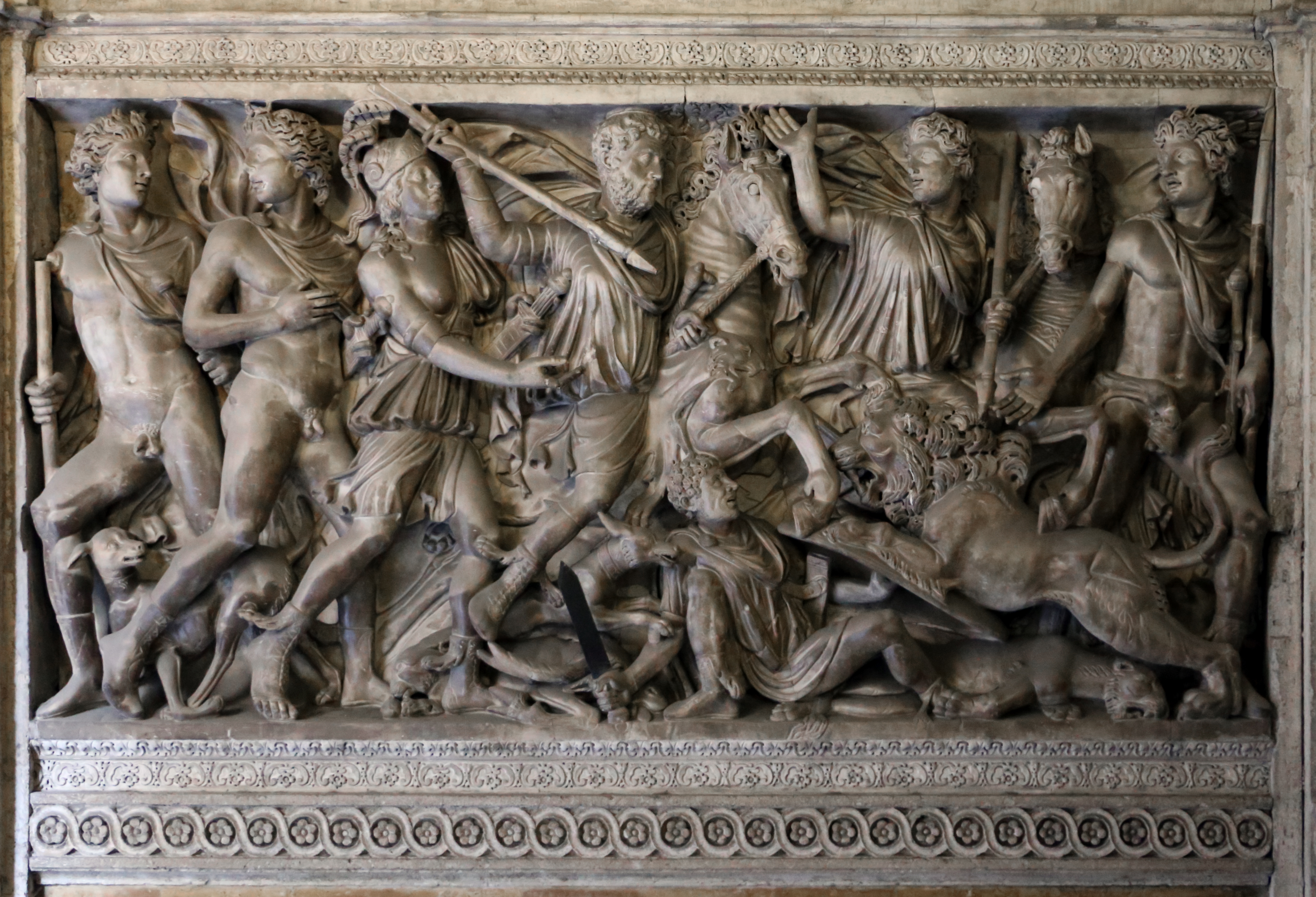
Sarcófago Mattei I.

El sarcófago con escenas de caza, conocido como Mattei I, es un antiguo sarcófago romano del siglo III, exhibido en el palazzo Mattei de Roma. Tiene una altura de 1,31 m.

## Descripción
A partir de la época de Caracalla la producción de sarcófagos tallados muestra una especie de reacción al "pictoricismo" de los ejemplos del periodo precedente (finales del siglo II y principios del siglo III), como el sarcófago de Portonaccio, con un regreso a una plasticidad más rica, tal y como está también documentado en los retratos romanos entre los años 215 y 250. 
Muy influido por su uso en el imperio oriental y Oriente Próximo, las escenas de caza en el arte romano habían empezado a ser populares en el arte de la época de Adriano y la popularidad de su uso en sarcófagos se extendió gracias a la predilección de Caracalla por Alejandro Magno y sus cacerías. El ejemplo de Mattei es uno de los más tempranos que se conocen con dichas escenas: escenas de caza con importante influencia del imperio oriental. En el mundo romano occidental adquiere un sentido nuevo como significante de valores militares, como se muestra por la figura alegórica de la Virtud con aspecto de amazona que se encuentra detrás del cazador a caballo en esta escena. Este cazador tiene un retrato fisiognómico (datable entre el 220 y el 230, por comparación con el estilo del retrato de Caracalla) y arroja una lanza hacia un león situado a la derecha. Debajo de las patas del animal se encuentra un cazador caído con espada y escudo, y bajo este león hay una leona muerta. A la izquierda se encuentran dos divinidades desnudas de pie, posiblemente los Dioscuros. A la derecha, por encima del león vivo, se encuentra un cazador a caballo barbilampiño con una túnica y otra figura desnuda de pie.
La composición está muy abarrotada, con figuras que se solapan en un esquema desconocido en el clasicismo del siglo II. El uso de la perforación y el abundante claroscuro del relieve alto es propio del expresionismo presente en el cambio del siglo II al III, aunque la sólida plasticidad y la consistencia de las figuras indica una continuidad en el clasicismo. Este patrón compositivo se repetirá con pequeñas variaciones en sarcófagos de caza posteriores.